# Centrale de Kolaghat
La centrale de Kolaghat est une centrale thermique alimentée au charbon située dans l'état du Bengale-Occidental en Inde.